# Перстень Намейса

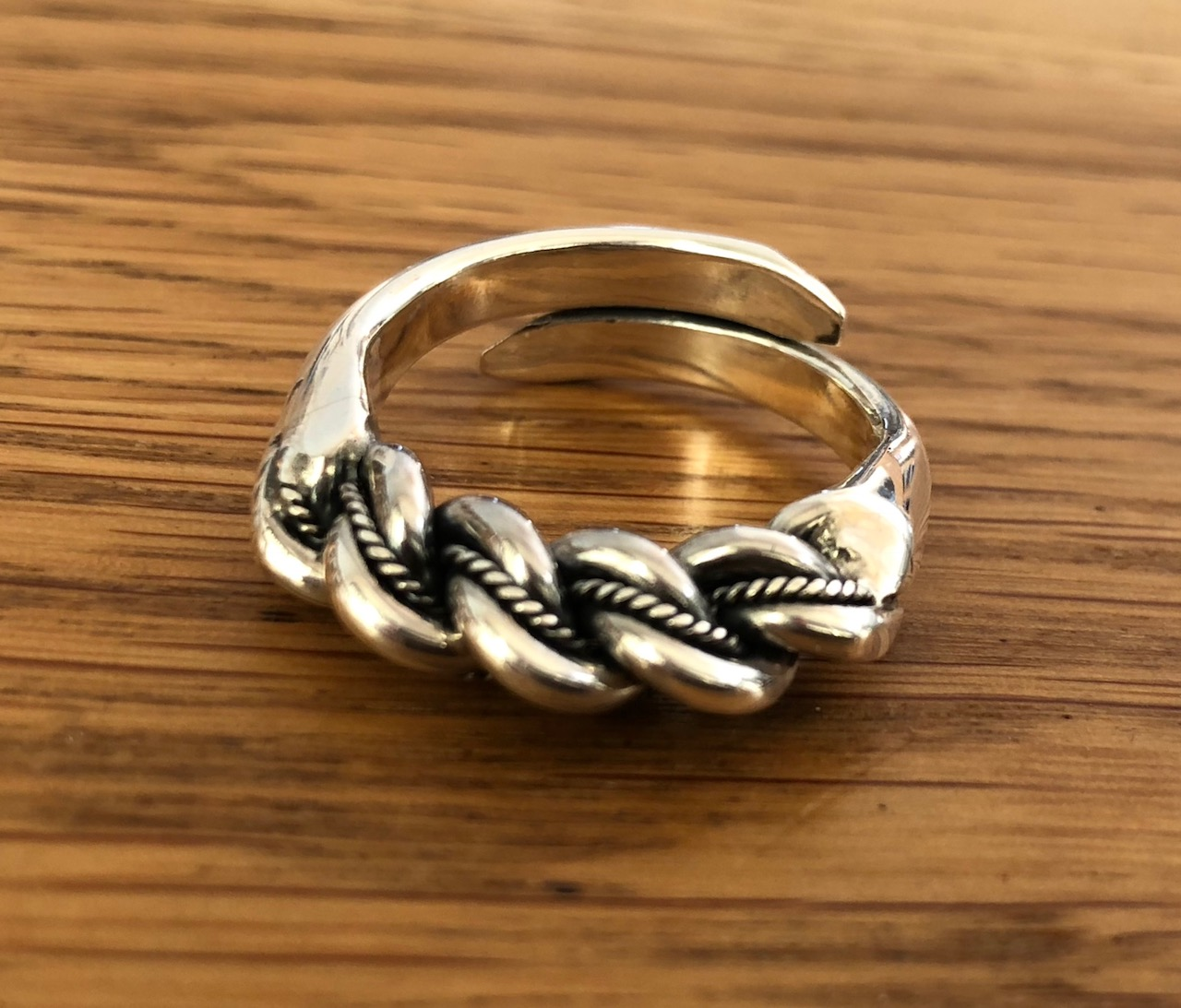
Незамкнений перстень Намейса

Перстень Намейса (латис. Nameja gredzens) — традиційна латиська прикраса. 
Дизайн та традиції, пов'язані із ним, зародилися у давніх землях Латгалії, — найзахіднішого історичного регіону Латвії. Перший перстень у вигляді, у якому ми знаємо його зараз, був виготовлений у ХІІ столітті.
Перстень Намейса є популярним символом у латиській культурі.  

## Опис
Перстень Намейса став ключовим серед латиських ювелірних виробів через свій дизайн та міфологічне значення. Його характерною ознакою є скріплений тонкою срібною ниткою виток із трьох частин у формі коси, кожна із частин якої символізує латвійську незалежність, дружбу та довіру, а також єдність трьох земель Латвії — Відземе, Латгалію і Курземе та їх єдність. Тонша частина символізує середньовічного правителя Намейса: який за повір'ям об'єднав ці три регіони, що були розділені.
У ХХ сторіччі у країнах Балтії виник великий інтерес до персня Намейса і як до прикраси, і як до символу латиської ідентичності. Здебільшого його носять чоловіки, але сьогодні його можуть носити і жінки. Зазвичай перстень виготовляється зі срібла, проте інколи трапляються вироби з золота або бронзи. Класичний перстень Намейса складається із трьох витків, обплетених один навколо одного, але в останні роки трапляються і більш складні варіанти із багатьма прикрасами, наприклад, із меншими срібними витками, що переплетені з більшими.

## Походження
Перстень вперше був знайдений у давніх латгальських територіях. Його назва походить від земгальської легенди про Намейсіса (Намейса), політичного та військового лідера кінця ХІІІ століття. Хоча ця легенда стала популярною, насправді ці персні датуються кінцем ХІІ—початком ХІІІ століття.
Було з'ясовано, що на момент виготовлення перших перснів у ХІІ столітті Намейсіса ще не було; археологи знаходили персні здебільшого у давніх територіх Латгалії, що підтверджувало той факт, що Намейсіс не мав жодного відношення до персня. Назва «перстень Намейса» не використовувалася до 1920-х рр., коли у давніх могилах у Латгалії були знайдені два оригінальні персні, які здобули популярність та копії яких стали широко виробляти. Перстень Намейса є рідкісною археологічною знахідкою. Відомо, що він був дуже дорогим виробом для власника у ХІІ столітті, адже його здебільшого виробляли зі срібла, а сам процес виробництва був довгим та складним.

## Народні легенди
Існує багато легенд про походження персня Намейса, які пов'язані зокрема із самим Намейсом (Намейсісом), лідером давніх земгалів у XIII столітті, який, як вважається, створив перстень у такому вигляді, яким він є відомим зараз. Згідно з легендою, Намейс був одним з останніх воїнів, що боролися проти вторгнення німецьких хрестоносців на території Латвії. Він був у вигнанні в Литві, але як прощальний подарунок він подарував своєму синові закрученого металічного персня, за яким батько мав впізнати його після повернення. Проте син Намейса опинився у небезпеці, коли німці дізналися про таємницю персня та вирушили на пошуки сина Намейса, щоб охрестити його та змусити здатися. Розповідають, що майже всі земгальські чоловіки та хлопці виготовили подібні персні та носили їх, щоб не видати справжнього сина Намейса.
Згідно з іншою легендою, німецькі хрестоносці повільно просувалися на латвійську територію у Середні віки, завойовуючи все більше племен. Після програної битви з німецькими лицарями Намейс був змушений відступити до Литви разом зі своєю родиною та народом. Там він наказав виготовити перстні та роздати найнаближенішим до себе людям як символ дружби та довіри. Тісно сплетені коси на перстні символізують солідарність латвійського народу.

## Популяризація
Першу згадку про перстень Намейса зустрічаємо у романі латвійського письменника Александрса Ґрінса «Перстень Намейса» (латис. «Nameja gredzens»), який він написав у 1928 році і видав у 1931 році та у якому йдеться про правителя давніх семигалів Намейса, що бореться за незалежність Семигалії. Цей роман скоріше художній, аніж історичний, та не заснований на окремих фактах латвійської історії. Описаний у романі перстень, втім, у ньому не з'являється, — хоча описується як «два сплетені вужі з рубіновими очима, біля голів яких золотий вінок з колосся, у центрі якого зображений сокіл у польоті», —та й дія роману відбувається на початку XVII століття, але суспільство зрозуміло ідею оповідання Ґрінса. Пізніше за мотивами роману було створено однойменну п'єсу, прем'єра якої відбулася 27 лютого 1935 року у театрі «Дайлес», і загалом була показана 25 разів.
Роман прославив сам перстень та його символізм. Унікальний перстень отримав власну ідентичність та назву, що зробила його втіленням сили давнього латвійського правителя Намейса. У 1936 році художник Лудольфс Лібертс намалював археологічний перстень на пальці Намейса на його фантазійному портреті.
Перстень Намейса був представлений президентові Карлісу Улманісу його ідеологами для розвитку міфу з метою легітимізувати лідера, використовуючи псевдоісторичні аналогії, включно із позиціонуванням Улманіса як «нащадка Намейса».
У 1938 році у городищі Даугмале були знайдені два срібні персні з витою передньою частиною, що отримали назву «персні Намейса», хоча їх вигляд відрізнявся від того, який описував у своєму романі Ґрінс. До того ж виявилося, що персні були вироблені у ХІІ–на початку ХІІІ століття, коли Намейса ще не було, та й у його часи таких перснів не носили, але ця назва вже побутувала у фольклорі.

## Використання та символізм
Невідомо, чи почали виробляти подібні персні до початку Другої світової війни, проте вони були дуже поширені серед латишів після закінчення війни у таборах військовопполонених та переміщених осіб у Західній зоні окупації в Німеччині. З часом перстень Намейса став опізнавальною ознакою латишів за кордоном. Вже 1956 року у заснованому в Мельбурні Товаристві латвійських офіцерів персні Намейса дарували найстарішим його членам, у той час як у Стокгольмській латиській школі їх вручали випускникам. У 1930-х рр. перстень Намейса символізував дорослішання хлопчиків та перетворення їх на чоловіків. Батьки дарували такий перстень своїм синам у день їх повноліття, і його можна було отримати лише таким чином, — така традиція існує в Латвії і зараз, хоча перстень зараз також можна вільно купити. Тісно сплетений перстень символізував родину та важливість єдності.
Кожен перстень робиться вручну ювеліром, заплітається власноруч і символізує ідею бути унікальним, але у тісних зв'язках з іншими, подібними до себе. Він також пов'язаний із девізом самого Намейса, «Один за всіх і всі за одного.»
Перстень Намейса став центральним символом латвійських ювелірних виробів. Три сплетені частини на ньому символізують єдність трьох давніх латиських земель: Курземе, Латгалії та Відземе, які зараз утворюють територію Латвії. Перстень також є символом латиської ідентичності.

## Перстень Намейса у культурі

### Латвійський лат

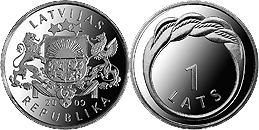
Монета номіналом в 1 латвійський лат із зображенням персня Намейса

8 червня 2009 року Банк Латвії випустив нову монету номіналом в 1 латвійський лат із зображенням персня Намейса із вписаною у нього цифрою 1 на реверсі тиражем у 1 мільйон екземлярів. Графічний дизайн монети виконала художниця Ілзе Лібієте, а гіпсову модель — мисткиня Байба Шиме.
Монета була випущена як законний платіжний засіб у Латвійській Республіці до прийняття євро як офіційної державної валюти у 2014 році.

### Кіно
«Перстень Намейса» (англ. The Pagan King; латис. Nameja gredzens) — знятий латвійським режисером і продюсером Айгарсом Граубою у 2018 році історичний художній фільм, що зображує альтернативну версію легенди про перстень. Його сюжет починається у Семигалії у ХІІІ столітті та розповідає про семигальского правителя Намейса, який після смерті короля Вієстурса отримує перстень Намейса (перстень сили) та право на владу, а також про його боротьбу із німецькими хрестоносцями, що вторглися на територію Латвії.
Зйомки фільму проходили з 2014 по 2017 рік, а його бюджет склав 3 мільйони євро, що зробило його одним із найдорожчих латвійських фільмів. Серед відвідувачів прем'єри фільму 17 січня 2018 року були тодішній президент Латвії Раймондс Вейоніс, державні посадовці, політики, підприємці та члени знімальної групи.